# Morgan York
Morgan York (Burbank, Califórnia, 18 de janeiro de 1993) é uma escritora e ex-atriz norte-americana.
Participou de alguns filmes, entre eles Doze é Demais e Doze é Demais 2, nos quais interpretou a nerd "Kim Baker". Ficou conhecida por trabalhar no filme da Walt Disney Pictures, Operação Babá, onde fez a personagem "Lulu Plummer" e por aparecer constantemente na série Hannah Montana como a ecológica "Sarah".
Ela parou de atuar aos 17 anos. York se graduou no curso de literatura pela University of Redlands em 2015 e atualmente está trabalhando na publicação de livros juvenis que ela tem escrito.

## Filmografia

### Filmes
| Ano  | Título original        | Papel        | Notas | Ref.  |
| ---- | ---------------------- | ------------ | ----- | ----- |
| 2003 | The Vest               | Extra        | —     |       |
| 2003 | Cheaper by the Dozen   | Kim Baker    | —     | [ 2 ] |
| 2005 | The Pacifier           | Lulu Plummer | —     | [ 3 ] |
| 2005 | Cheaper by the Dozen 2 | Kim Baker    | —     | [ 4 ] |

### Televisão
| Ano       | Título original  | Papel           | Notas       | Ref.  |
| --------- | ---------------- | --------------- | ----------- | ----- |
| 2004      | The Practice     | Melissa Stewart | 1 episódio  | [ 5 ] |
| 2004      | Life with Bonnie | Christine       | 1 episódio  | [ 5 ] |
| 2006–2010 | Hannah Montana   | Sarah           | 8 episódios | [ 5 ] |

## Prêmios e Indicações

### Televisão
| Ano  | Resultado | Premiação           | Categoria             | Título          | Ref.  |
| ---- | --------- | ------------------- | --------------------- | --------------- | ----- |
| 2004 | Venceu    | Young Artist Awards | Melhor Conjunto Jovem | Doze é Demais   | [ 6 ] |
| 2006 | Indicada  | Young Artist Awards | Melhor Performance    | Doze é Demais 2 | [ 7 ] |